# 塔夫脫 (明尼蘇達州)
塔夫脫（英語：Taft）是位於美國明尼蘇達州聖路易斯縣格蘭德萊克鎮區的一個非建制地區。此地得名自第二十七任美國總統威廉·霍华德·塔夫脱（William Howard Taft）。

## 地理
塔夫脫所處的海拔為高於海平面408米（即1339英呎），而該地所採用的時區為UTC-6，即北美中部時區（CST）。同時該地設有夏令時間，為UTC-6調快一小時，即UTC-5（CDT）。